# PSS/E
Chương trình PSS/E (Power System Simulator for Engineering) là chương trình phân tích, tính toán hệ thống điện của tập đoàn PTI (POWER TECHNOLOGIES INTERNATIONAL) của Mỹ. Kể từ khi ra đời phiên bản đầu tiên năm 1976, chương trình đã trở thành phần mềm thương mại được sử dụng nhiều nhất trong các phần mềm tính toán lưới điện.
Phiên bản version PSS/E – 34 là phiên bản mới nhất PSS/E™ công bố bởi Siemens Power Transmission & Distribution, Inc., Power Technologies International (Siemens PTI) và được bổ sung thêm nhiều tính năng mới.
Chương trình PSS/E là một bộ chương trình tích hợp mô phỏng hệ thống điện trên máy tính. Cho phép nghiên cứu về mạng lưới truyền dẫn và các đặc tính của máy phát trong cả chế độ tĩnh và chế độ động. Có thể khai thác chương trình trên các phương diện chính sau:
1. Tính toán trào lưu công suất;
2. Tối ưu hoá trào lưu công suất;
3. Nghiên cứu các loại sự cố đối xứng và không đối xứng;
4. Mô hình động mô phỏng quá trình quá độ điện cơ, tính toán ổn định động của hệ thống.